# L'Inde des grands chemins
 (septembre 2016).
Si vous disposez d'ouvrages ou d'articles de référence ou si vous connaissez des sites web de qualité traitant du thème abordé ici, merci de compléter l'article en donnant les références utiles à sa vérifiabilité et en les liant à la section « Notes et références ».
L'Inde des grands chemins est un livre écrit par Jack Thieuloy et publié en 1971 chez Gallimard. C'est le premier livre publié de cet auteur et aussi son plus connu. Il est préfacé par Lucien Bodard.

## Contexte
Jack Thieuloy voyage en routard de Paris à Calcutta à bord de son Volkswagen Combi à la fin des années 60. De retour à Paris, il vit de petits boulots et écrit L'Inde des grands chemins en s'inspirant des épisodes de sa vie aventureuse. C'est son premier livre publié, il paraît en 1971 chez Gallimard. L'éditeur lance alors Jack Thieuloy comme un « Kerouac à la française »[réf. nécessaire]. Le livre, remarqué, se vend à 10 000 exemplaires : ce résultat, bien que bon, est cependant inférieur à celui qu'espérait Gallimard,. Les désillusions de Thieuloy commencent dès son deuxième livre Le Bible d'Amérique, que Gallimard refuse. L'auteur passe alors chez Grasset, et ses livres suivants n'atteindront plus la notoriété ni le tirage de L'Inde des grands chemins.

## Éditions
- L'Inde des grands chemins (17 mars 1971), Gallimard, Collection blanche avec jaquette illustrée, 352 pages,  (ISBN 2070277844)
- L'Inde des grands chemins (21 février 1985), Folio) n°1627, 534 pages,  (ISBN 2070376273)
- L'Asie des grands chemins (11 mai 1994), Balland, 1196 pages,  (ISBN 2715810415). Compilation des textes de Thieuloy sur l'Asie, avec quelques inédits, reprenant L'Inde des grands chemins, dernière édition du vivant de l'auteur.

Toutes ces éditions de l'ouvrage sont épuisées (2012).
- Nouvelle édition en 2016 : * Vers l'Inde, Arthaud, 2016, recueil des trois textes[5]  sur l'Inde déjà publiés individuellement[6].  (ISBN 9782081376236)